# مؤتمر جنيف بشأن اليمن
مؤتمر جنيف بشأن اليمن هو مؤتمر دولي تدعمه الأمم المتحدة بدأ انعقادة في 16 يونيو 2015، في جنيف بين الأطراف اليمنية المشاركة في الأزمة اليمنية والحرب الأهلية اليمنية وأطراف ممثلة للحكومة اليمنية والرئيس هادي. وأفتتح الأمين العام للأمم المتحدة بان كي مون محادثات السلام اليمنية في جنيف الأثنين 16 يونيو بالدعوة إلى وقف إطلاق النار لأسباب إنسانية، ولا يزال الطرفان يرفضان خوض أي مباحثات مباشرة.
وكان المؤتمر يهدف إلى الجمع بين وفد يمثل «الحكومة اليمنية والرئيس هادي» وآخر يمثل أطراف انقلاب اليمن 2014، لحل النزاع على السلطة في اليمن والحرب الأهلية، ولكن الحوثيين رفضوا الحوار مع حكومة الرئيس عبد ربه منصور هادي، وطالبوا بالتحاور مع السعودية مباشرة، حيث أن المملكة العربية السعودية تقود عمليات عسكرية ضد الحوثيين وحلفائهم من الجيش، من جانبه أعلن الرئيس اليمني أن النقاش مع الحوثيين وحلفائهم في جنيف سينحصر في القرار الدولي 2216 الداعي إلى انسحابهم من المناطق التي سيطروا عليها.
وفي 19 يونيو قال وزير الخارجية اليمني إن المفاوضات أنتهت دون التوصل لأي إتفاق.

## خلفية
تتزامن محادثات جنيف مع استمرار الغارات الجوية للتحالف العسكري التي لم تستطع وقف تقدم الحوثيين المدعومين من وحدات في الجيش اليمني موالية لعلي عبد الله صالح.
وكانت الحكومة اليمنية المتمركزة في الرياض قد رفضت المشاركة في المحادثات التي كان مقرر اجراؤها في 28 مايو، وأعلنت تمسكها بضرورة تطبيق قرار مجلس الأمن التابع للأمم المتحدة رقم 2216، وتطالب الحكومة أن المفاوضات يجب أن تعقد تحت سقف المبادرة الخليجية ومخرجات مؤتمر الحوار الوطني اليمني والقرار الدولي 2216.
وطالب الحوثيين وقف الحرب عليهم كشرط لدخولهم المفاوضات في جنيف،  ولكن الطرفان اتجها لجنيف للمشاركة في المؤتمر.
وغادر وفد الحوثيين والمواليين لصالح صنعاء في 14 يونيو على متن طائرة تابعة للأمم المتحدة متجهاً إلى جنيف، وتوجهت الطائرة نحو جيبوتي وتوقفت ل24 ساعة، وأتهم أحد أعضاء الوفد الحوثي مصر والسودان بعدم السماح لطائرتهم بالتحليق في أجوائهما. ونفى مسؤولون في قطاع الطيران المدني المصري أي اعتراض لمصر على عبور وفد الحوثيين للمجال الجوي للبلاد. ووصل وفد الحوثيين يوم الثلاثاء 16 يونيو واتهم الوفد السعودية بالوقوف وراء تأخر رحلته بهدف عرقلة المحادثات.
موعد المؤتمر
كان مقرر إجراء المحادثات في 28 مايو، وبسبب مطالب الطرفين وشروطهم للدخول في المفاوضات، تأجل حتى 14 يونيو،  ولكن وفد الحوثيين وحلفائهم تأخر عن الوصول وتأجل المؤتمر حتى 16 يونيو.

## المشاركين
- ممثلي الحكومة اليمنية والاحزاب المتحالفة معها:[8]

1. رياض ياسين (وزير الخارجية)
2. عز الدين الأصبحي (وزير حقوق الإنسان)
3. عبد الوهاب الحميقاني (حزب الرشاد)
4. عبد العزيز جباري (حزب العدالة والبناء)
5. أحمد الميسري (حزب المؤتمر)
6. فهد سليم كفاين
7. عثمان مجلي (حزب المؤتمر)

- أرسل الحوثيين وأطراف انقلاب 2014 الأشخاص التالية أسمائهم للمشاركة في المؤتمر:[8]

| - الحوثيين: 1. مهدي المشاط. 2. حمزة الحوثي. 3. علي العماد. 4. حسن زيد (حزب الحق). 5. محمد أبو لحوم (حزب العدالة والبناء) - 6. محمد الزبيري (حزب البعث العربي الإشتراكي) | - المؤتمر الشعبي العام: - 7. عارف الزوكا - 8. أبو بكر القربي - 9. قاسم سلام - 10. عادل الشجاع - 11. ياسر العواضي - 12. فائقة السيد أحمد باعلوي | - الحراك الجنوبي: - 13. عبد السلام جابر. - 14. غالب مطلق. - حزب الكرامة: - 15. عمار مرشد. - 16. عبد الملك الحجري. |

## محاولة التوصل إلى هدنة
أفتتح الأمين العام للأمم المتحدة بان كي مون مؤتمر جنيف بالدعوة إلى وقف إطلاق النار لأسباب إنسانية، وقال أنها يجب أن تستمر لأسبوعين على الأقل للسماح بدخول المساعدات الأساسية للبلاد. وصرح بان كي مون «إن بقاء اليمن ذاته اليوم على المحك. في الوقت الذي تتشاحن فيه الأطراف المختلفة.. يحترق اليمن».
وأكد المبعوث الدولي إلى اليمن إسماعيل ولد الشيخ أحمد، على ضرورة التوصل إلى وقف إطلاق نار في حال عدم التوصل إلى اتفاق سلام.
لكن وزير الخارجية اليمني رياض ياسين عبدالله استبعد احتمال التوصل قريباً لوقف لإطلاق النار. وقال «إذا استمر احتلالهم (الحوثيين) لليمن وإذا واصلوا قتل الأبرياء واستمروا في تدمير كل شيء.. فأي وقف لإطلاق النار يمكن التوصل إليه؟».